# Hejlsmindebakken
Hejlsmindebakken er en 850 meter lang bakke og vej med start fra solnedgangspladsen ved Hejls Nor umiddelbart syd for Hejlsminde i Kolding Kommune. Der er 40 højdemeter med en gennemsnitlig stigning mod syd på 4,7 procent.

## Cykling
3. etape af Tour de France 2022 havde efter 83 km en bjergspurt på Hejlsmindebakken, hvor etapens anden spurt til den prikkede bjergtrøje skulle afgøres. Fordi løbet havde fransk arrangør, var spurten og bakken døbt “Côte de Hejlsminde Strand”. Spurten blev vundet af danske Magnus Cort fra EF Education-EasyPost.